# クーコリ

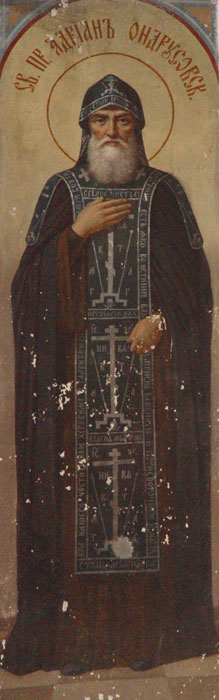
オンドルソフの聖アドリアンのイコン。大スヒマ修道士が着用する黒いクーコリを着用している。

クーコリ（ロシア語: куколь, 英語: koukoulion, or kukol）とは、正教会における最上位格の修道士（大スヒマ修道士）によって着用される帽子である。額・胸・両肩・背中の5箇所に十字架が付けられている。
ロシア正教会の首座主教であるモスクワ総主教は、大スヒマ修道士への祝福の有無に関らず、頂きの部分に十字架を付けた白いクーコリを着用する。モスクワ総主教の着用する白いクーコリの頭頂部の十字架は、自動車に乗る際などに折り畳めるようになっている。
グルジア正教会の首座主教であるグルジアのカトリコス・総主教は、黒いクーコリを着用する。
総主教は、聖体礼儀等の奉神礼に際して司祷もしくは陪祷する場合、クーコリに代えてミトラ (宝冠)を着用する。ただし、モレーベンやパニヒダなど、祭服を完装する必要の無い奉神礼においては、クーコリを着用して奉神礼に臨む事もある。

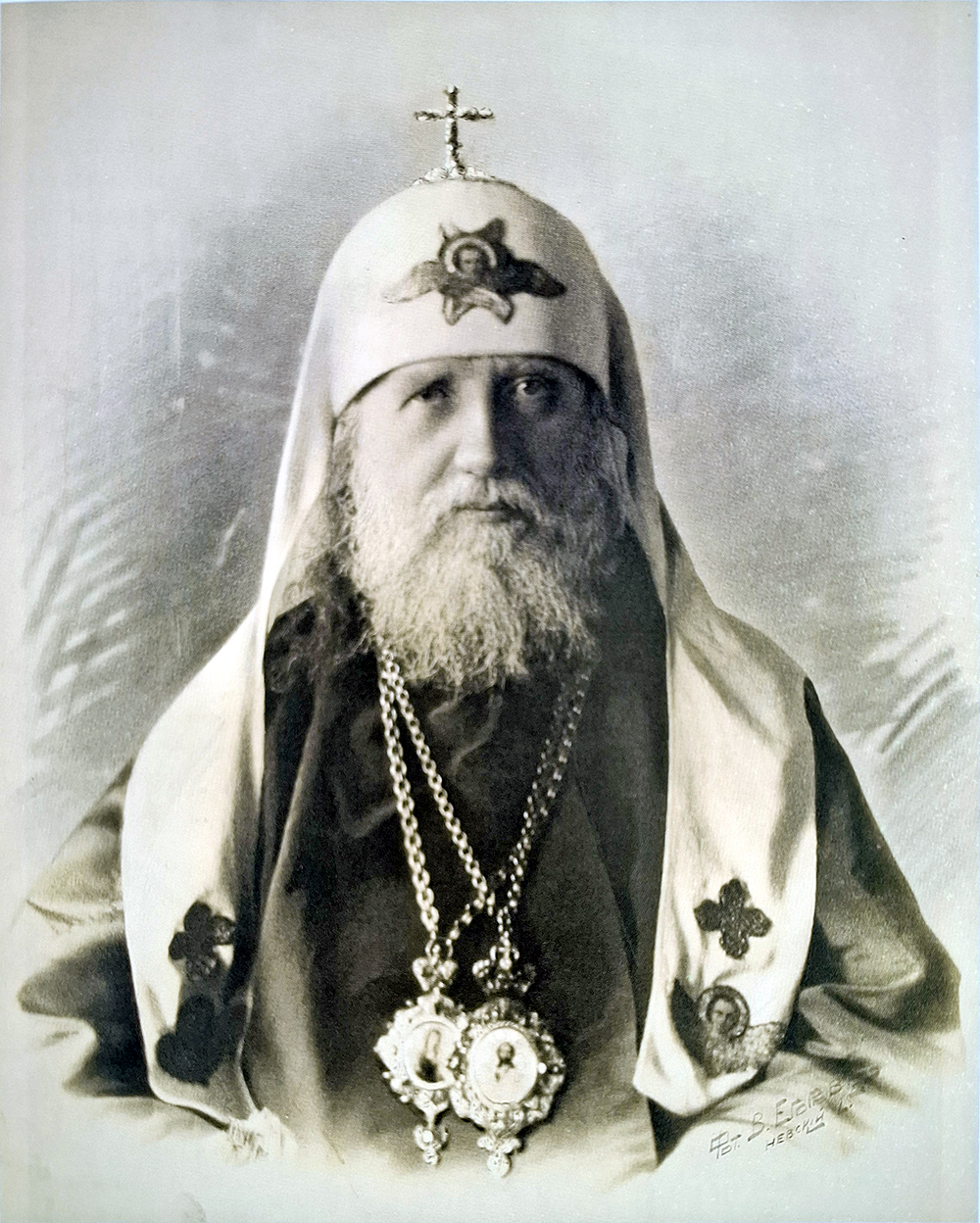
白いクーコリを着用した姿で撮影された、モスクワ総主教：新致命者聖ティーホン（在位1917 - 1925）
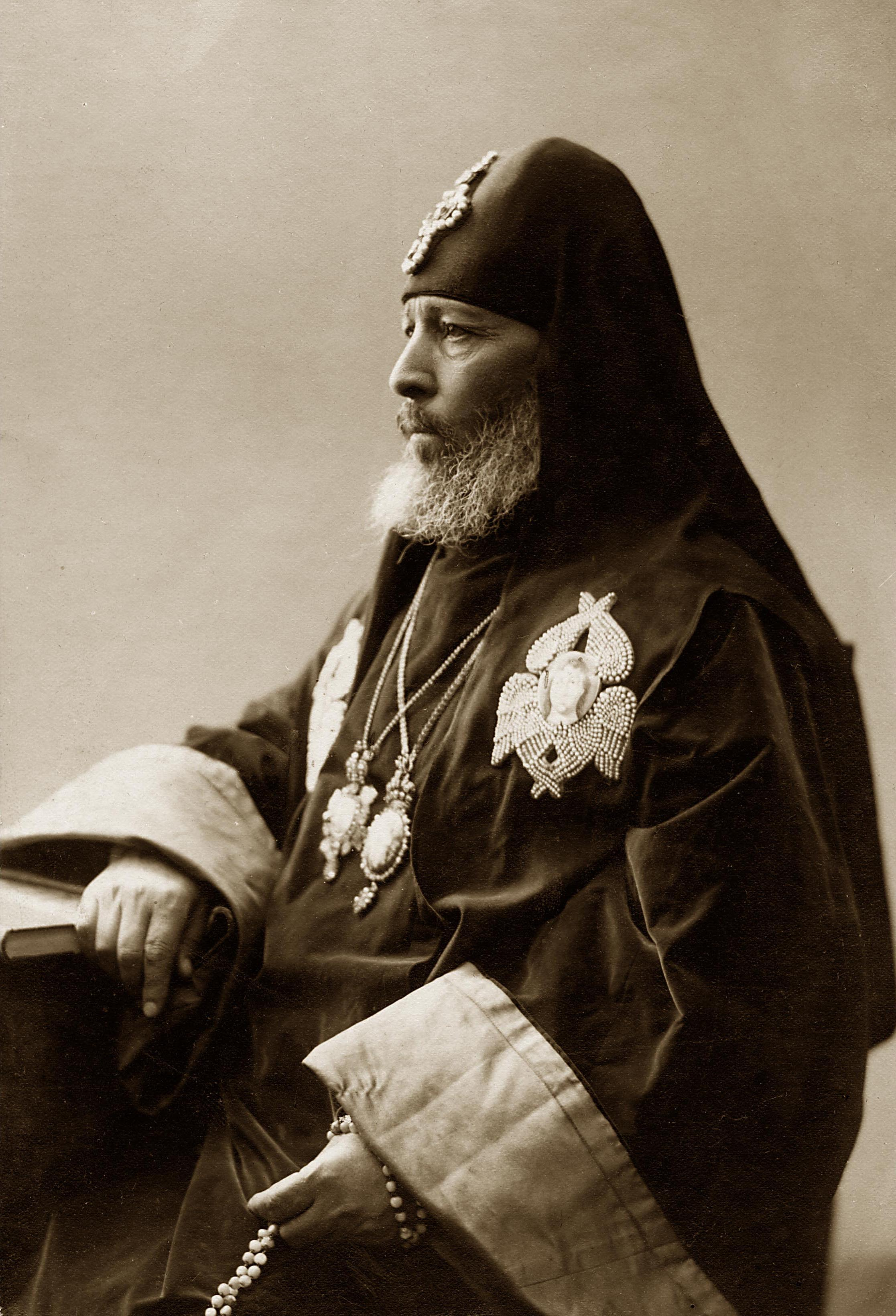
黒いクーコリを着用しているグルジアのカトリコス・総主教：キリオン2世（英語版）
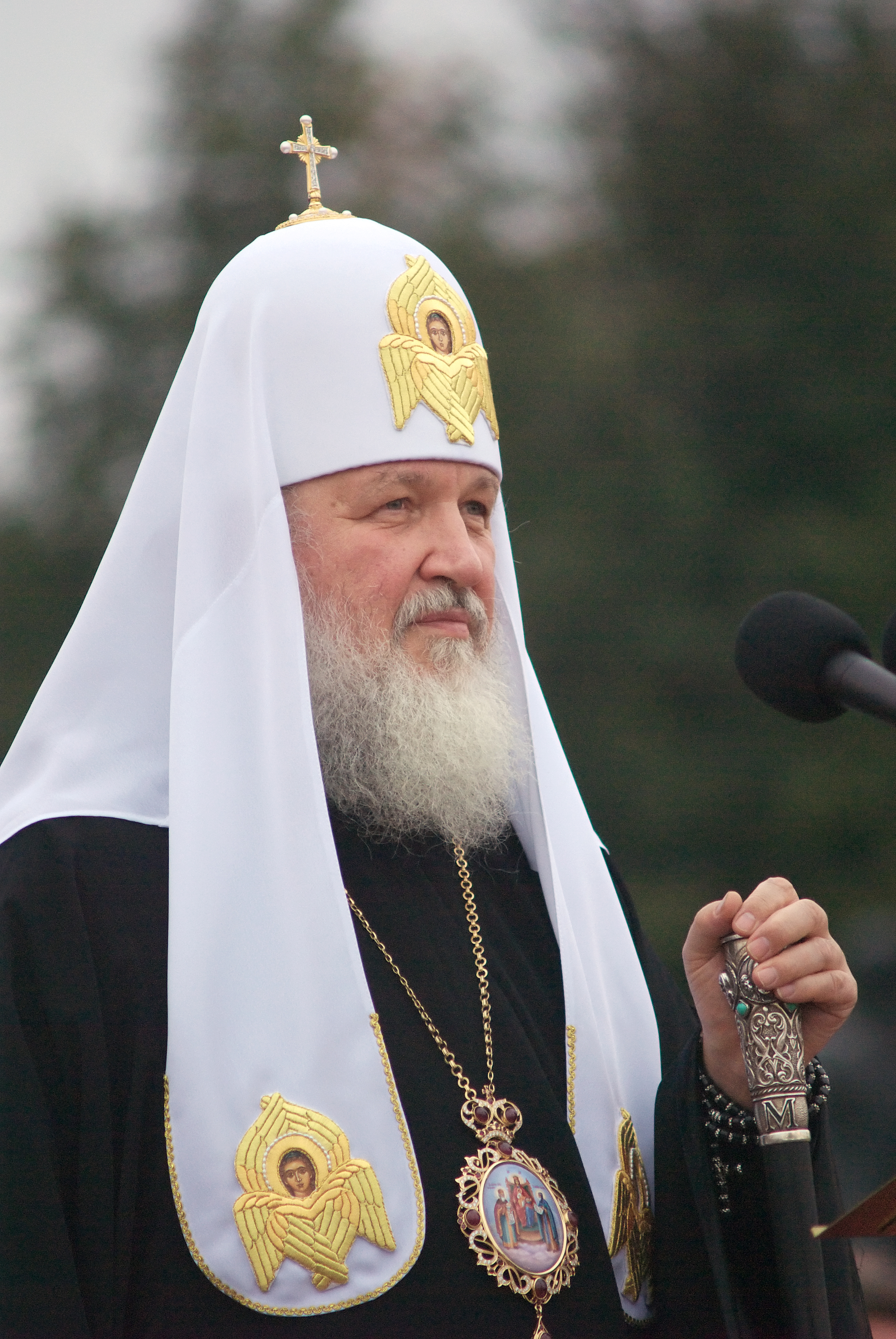
白いクーコリを着用しているモスクワ総主教：キリル1世（在位：2009年 - ）
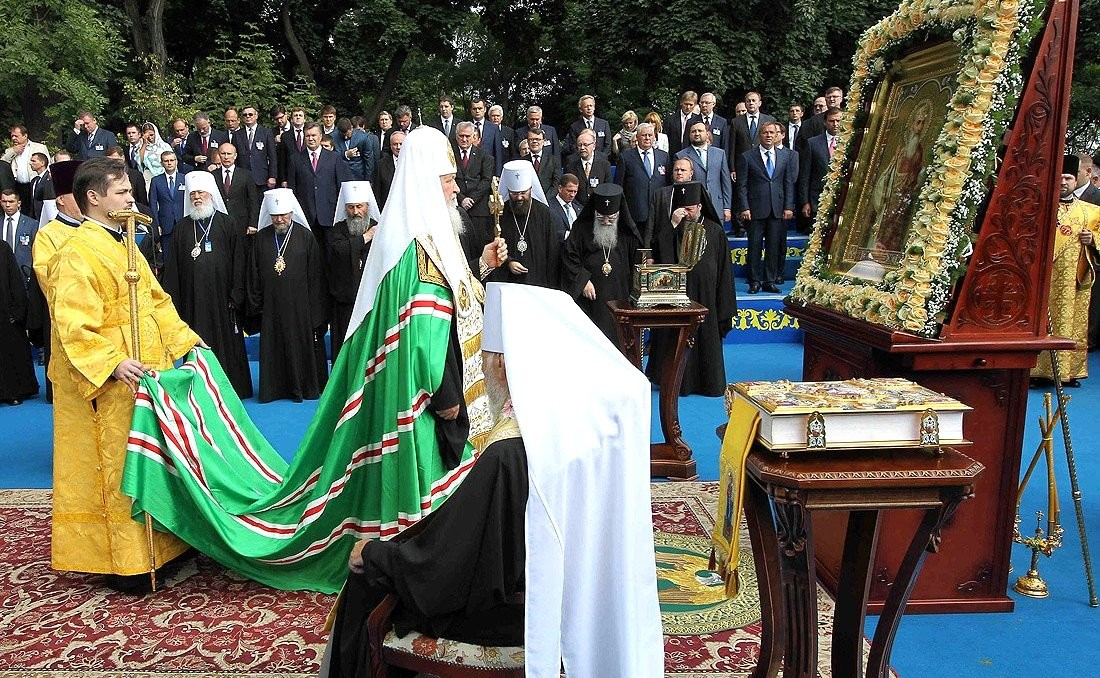
クーコリ等を着用した状態でモレーベンに臨むキリル1世（2013年、キーウ）